# جائزة زي سيني لأفضل مخرج واعد
جائزة زي سيني لأفضل مخرج واعد هي فئة من جوائز زي سيني الفنية تم إنشاؤها رسميا سنة 2005 لأفضل مخرج صاعد، تمنح الجائزة سنويا من قبل لجنة تحكيم تنظمها شركة زي للمشاريع الترفيهية على شكل احتفالية ضخمة لتوزيع جوائز الصناعة السينمائية الهندية عن الأفلام الصادرة في العام السابق من 1 يناير إلى 31 ديسمبر.
يتم الإعلان عن الفائز أو الفائزة إبان الحفل الفعلي كل عام في شهر مارس. كانت فرح خان أول الفائزين بهذه الجائزة.

## الفائزون
| السنة | الممثل                        | الفيلم                             |
| ----- | ----------------------------- | ---------------------------------- |
| 2005  | فرح خان                       | مين هون نا                         |
| 2006  | براديب ساركار                 | المرأة المتزوجة (فيلم هندي)        |
| 2007  | ديباكار بانيرجي               | Khosla Ka Ghosla                   |
| 2008  | عامر خان                      | نجوم على الأرض                     |
| 2009  | لا جوائز                      | لا جوائز                           |
| 2010  | لا جوائز                      | لا جوائز                           |
| 2011  | أبهيناف كاشياب                | Dabangg                            |
| 2012  | صديق                          | بودي جارد                          |
| 2013  | غوري شيندي                    | إنكلش فنكلش                        |
| 2014  | أيان موخرجي                   | هذا الشاب مجنون                    |
| 2016  | نيراج غيوان                   | ماسان                              |
| 2017  | أنيرودا روي شودري             | وردي                               |
| 2018  | أدفيت تشاندان                 | نجم سري                            |
| 2019  | عمار كوشيك                    | ستري                               |
| 2020  | أديتيا دهار سانديب ريدي فانجا | Uri: The Surgical Strike كبير سينغ |